# Kermadecia rotundifolia
Kermadecia rotundifolia är en tvåhjärtbladig växtart som beskrevs av Brongn. & Gris. Kermadecia rotundifolia ingår i släktet Kermadecia och familjen Proteaceae. Inga underarter finns listade i Catalogue of Life.